# كولن هانا
كولن هانا هو سياسي أسترالي، ولد في 22 ديسمبر 1914 في Menzies, Western Australia ‏ في أستراليا، وتوفي في 22 مايو 1978 في Surfers Paradise, Queensland ‏ في أستراليا. انتخب Governor of Queensland ‏ (21 مارس 1972 – 20 مارس 1977).